# Шегрт (ТВ емисија)
Шегрт (енгл. The Apprentice) је телевизијска серија која је настала у Сједињеним Америчким Државама на ТВ мрежи ЕнБиСи. Водитељ и главна звезда програма у САД је Доналд Трамп.
Укратко, неколико кандидата такмичи се да добије посао код финансијских магната какав је Доналд Трамп у Америци, или сер Алан Шугар у Британији.
Најузбудљивији тренутак је када господа Трамп, односно Шугар отпуштају младе јапијевце који се боре за позицију у свету бизниса уз слављење, наравно, капитализма.